# 경녕군
경녕군 이비(敬寧君 李裶, 1396년 1월 23일 (1395년 음력 12월 13일) ~ 1458년 10월 24일(음력 9월 9일))는 조선의 왕족이며 태종의 서장자이다. 어머니는 효빈 김씨(효순궁주)이다. 자(字)는 정숙(正淑)이다.

## 생애

### 출생
1395년(태조 4년) 12월 13일, 태종(太宗)과 효순궁주 김씨(孝順宮主) 사이에서 태어났다.

어머니 김씨는 본래 원경왕후가 왕비가 되기 전부터 거느리던 사가의 여종[家婢]인데, 태종이 개경에 거주할 때 경녕군을 잉태하였다.1394년 12월 13일 진시(辰時: 오전 7시에서 9시 사이)에 경녕군 이비를 낳았다. 아래 태종실록 30권에 기재된 임오년(1402년) 출생설은 역사적 사실에 맞지 않는다. 한국민족대백과사전과 선원계보(왕실족보)와 전주이씨경녕군파족보에 기재된 바에 의하면 1395년 출생이 맞다.
 
○戊寅/下王旨于春秋館。 前一日, 上命議政府參贊黃喜、吏曹判書朴訔、知申事柳思訥, 備書閔氏陰慘狡猾, 元尹 初生時, 令母子置於死地之罪, 欲下王旨, 以製述未稱意不果。 訔啓: "人臣雖當飮食, 祝君多壽多男。 王子生日, 安有如此者乎? 雖不下王旨, 臣等旣得聞之, 其敢默默不請?" 傳旨曰: "予更商量, 卿等宜各就第。" 越翼日, 召敬承府尹卞季良, 製王旨, 下春秋館曰:
歲在壬午夏五月, 閔氏家婢素入宮者有娠, 旣三月, 出居于外。 閔氏置之行廊之房, 與其婢三德居。 至其年十二月臨産, 是月十三日朝, 以胎動腹始痛。 三德以告閔氏, 令出置門外砧杵之側, 欲其死也。 其兄名和尙者憐之, 就墻架數椽, 覆以苫, 僅蔽風日。 辰時生子, 今元尹 也。 其日閔氏使其婢小庄、金臺等扶携抱兒, 移置崇敎里宮奴伐介家前土宇, 又使人奪和尙所輸衾枕褥席。 奴有韓上佐者惜其冒寒, 乃以馬衣授之, 經七日得不死。 閔氏又令其父及和尙携持載牛, 送之交河之家。 乃因風寒之逼、遷徙之苦得疾, 乳且腫, 其母子之俱生也特幸耳。 予於其時, 未之知也。 今予老矣, 靜言思之, 良用惻然。 赤子匍匐, 人所同隱, 諸閔陰慘狡猾, 多方爲計, 必欲置之死地, 蓋其謀剪宗支之念, 積於中者旣久, 故其施於赤子, 亦若是其極也。 雖然天道赫然不爽, 雖於赤子之微, 所以保佑而全安之者至矣。 豈使奸憸之輩, 得以遂其惡哉? 此實諸閔之陰事, 予苟不言, 秉筆者焉能知之? 誠宜詳書史冊, 昭示後世, 使外戚知所戒焉。
旨旣下, 知館事李叔蕃欲錄旨, 移文臺諫, 領館事河崙遲之。 叔蕃以危言動崙, 崙不敢違。

 — 《태종실록》 30권,
태종 15년(1415년 명 영락(永樂) 13년) 12월 15일 (무인)
효순궁주가 경녕군을 낳을 당시, 원경왕후와 그 형제들이 핍박하여 사지로 몰은 일이 있었는데, 훗날 태종은 원경왕후의 동생인 민무휼과 민무회를 숙청하는 과정에서 '경녕군 모자(母子)의 목숨을 위태롭게 한 죄'를 물어 추국하였다.

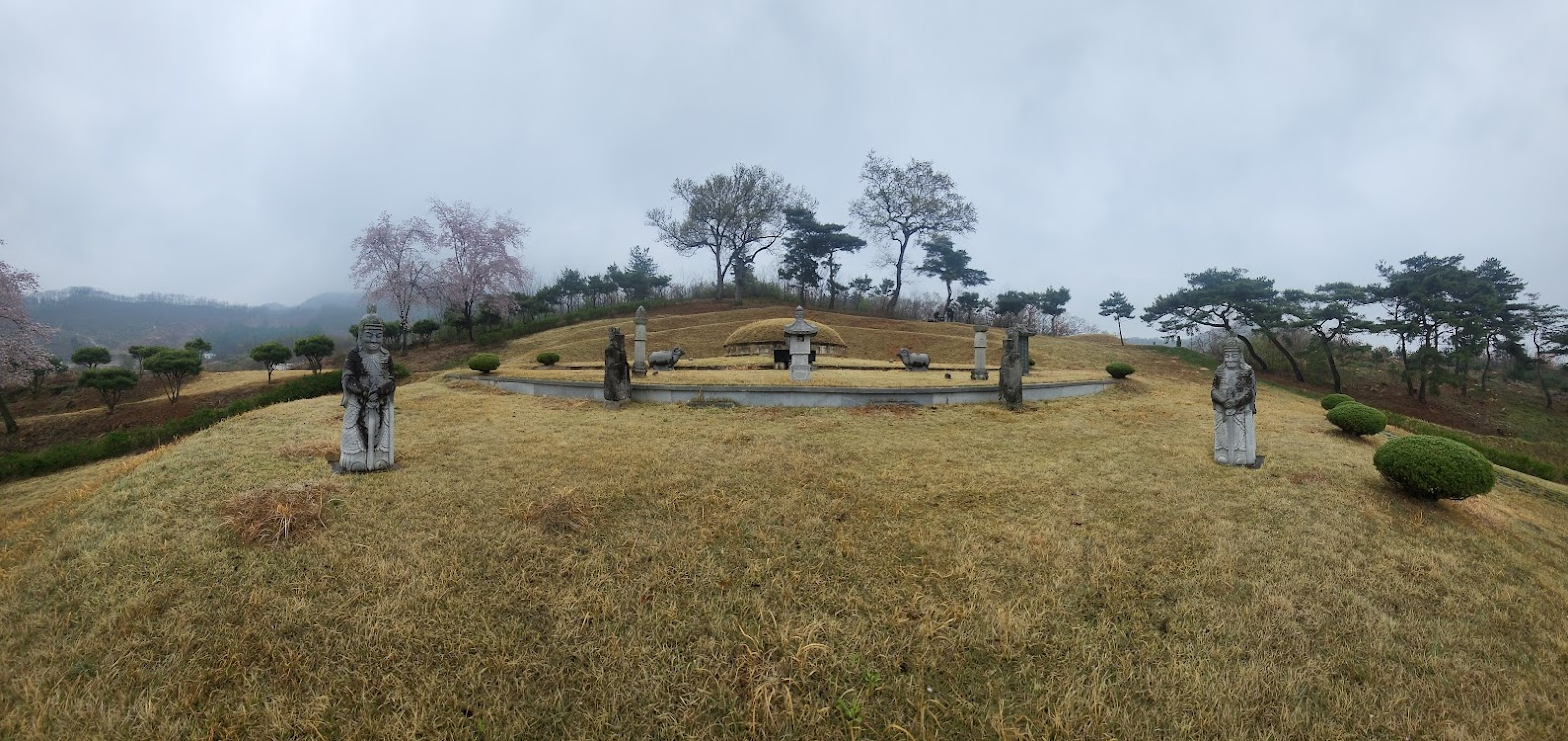

### 왕자 시절
1416년(태종 16년) 2월, 첨총제(僉摠制) 김관(金灌)의 딸과 혼인하였다.
1419년(세종 1년) 상왕 태종의 명으로 사은사가 되어 명나라 북경으로 향하였다. 이 때 명나라의 황제였던 영락제에게 기린·사자·복록(福祿)과 수현사와 보탑사(寶塔寺)의 상서로운 그림 5축(軸) 및 어제 서문(御製序文)이 붙은 《신수성리대전(新修性理大全)》과 《사서오경대전》 및 황금 1백 냥(兩), 백금 5백 냥, 색비단(色段羅), 채색 비단(彩絹) 각 50 필, 생 명주(生絹) 5백 필, 말(馬) 12필, 양 5백 마리를 하사받아 돌아왔다.
적모(嫡母) 원경왕후의 상중에 기생 일점홍(一點紅)과 관계하여 태종의 노여움을 샀는데, 그 후에도 일점홍을 집으로 불러들여 1423년(세종 5년) 대신들의 탄핵을 받았다. 그러나 세종은 형제의 정을 생각하여 그를 벌하지 않았으며 이듬해에는 출입을 금한 것을 풀어주었다.
1425년(세종 7년) 숭록대부(崇祿大夫)와 1430년(세종 12년) 대광보국숭록대부(大匡輔國崇祿大夫)의 지위에 올랐다.
1433년(세종 15년) 경녕군의 집 기둥에 벼락이 쳐서 세종이 해괴제(解怪祭)를 지내기도 했다. 1449년(세종 31년) 3월에는 장남인 고양군(高陽君)이 사망하였다.

### 사망
1458년(세조 4년) 8월, 근정전 월대에서 열린 음복연에 참여하였으며, 한달 후인 9월 9일, 충주에서 사망하였다. 세조는 경녕군이 죽자 조회와 저자를 3일 동안 정지하고, 부의(賻儀)로 쌀과 콩을 합쳐 1백 석과 종이 2백 권, 정포(正布) 40필, 백저포(白苧布) 3필을 하사하였다.
묘역은 충청북도 충주시 주덕읍 사락리 음동마을 황금산(黃金山)에 있다. 묘역의 앞에는 경녕군의 위패를 모신 사당인 명덕사가 있다. 시호는 제간(齊簡)이다.

## 이력
- 1417년(태종 17년) 정헌대부(正憲大夫)
- 1419년(세종 1년) 명나라 사은사(謝恩使)
- 1425년(세종 7년) 숭록대부(崇祿大夫)
- 1430년(세종 12년) 대광보국숭록대부(大匡輔國崇祿大夫)

## 가족 관계
- 부왕 : 태종(太宗, 1367 ~ 1422)
- 생모 : 효빈 김씨(孝嬪 金氏, ? ~ 1454)
  - 정부인 : 청원부부인 청풍 김씨(淸原府夫人 淸風 金氏, 생몰년 미상)[8]
    - 적장남 : 고양군 이질(高陽君 李秩, ? ~ 1449년 3월 13일)
    - 며느리 : 미상
      - 손녀 : 전주 최씨 현감(縣監) 최천춘(崔千春)의 처
      - 손녀 : 진주 강씨 사인(舍人) 강거효(姜居孝)의 처

    - 적차남 : 은천군 이찬(銀川君 李穳, 1421 ~ 1481)
    - 며느리 : 현부인 운봉 박씨(縣夫人 雲峰 朴氏) - 절도사(節度使) 증 찬성(贈 贊成) 박종지(朴從智)의 딸
      - 손자 : 아림군 정(娥林君 李楨)
      - 손자 : 하음부정(河陰副正) 이재(李梓)
      - 손녀 : 능성 구씨 현감(縣監) 구효근(具孝勤)의 처
      - 손녀 : 한양 조씨 군수(郡守) 조위(趙瑋)의 처

    - 며느리 : 현부인 충주 최씨(縣夫人 忠州崔氏)
      - 서손자 : 기산부수(起算副守) 이저(李櫧)
      - 서손자 : 장산부수(璋山副守) 이주(李椆)
      - 서손자 : 계성부수(桂城副守) 이방(李枋)

    - 적3남 : 오성군 이치(梧城君 李禾+致)
    - 며느리 : 현부인 초계 정씨(縣夫人 八溪 鄭氏)
      - 손자 : 풍성군 이강(豊城君 李江)
      - 손녀 : 평산 신씨 감역(監役) 신치(申錙)의 처

    - 적4남 : 영선도정(永善都正) 이리(李利)
    - 며느리 : 부사(府使) 윤경원(尹景源)의 딸 무송 윤씨
      - 손녀 : 순천 박씨 감찰(監察) 박수견(朴守堅)의 처
      - 손녀 : 남원 양씨 군수(郡守) 양치(梁治)의 처

  - 계부인 : 군부인 개성부 마씨(郡夫人 開城府 馬氏)
    - 적5남 : 모양군 이직(牟陽君 李稷, 1438 ~ 1511)
    - 며느리 : 현부인 평산 신씨(縣夫人 平山 申氏)
      - 손자 : 연풍부수(延豊副守) 이장손(李長孫)
      - 손자 : 청산부수(淸山副守) 이말손(李未孫)
      - 손녀 : 창녕 조씨 군수(郡守) 증 참판(贈 參判) 조계하(曺繼夏)의 처
      - 손녀 : 파평 윤씨 사간(司諫) 윤경(尹耕)의 처

    - 며느리 : 현부인 곡산 강씨(縣夫人 谷山 康氏)
      - 손자 : 선사군 이승손(仙槎君 李承孫, 1474 ~ ?)
      - 손자 : 서흥군 이게손(瑞興郡 李季孫, 1494 ~ ?)

  - 2계부인 : 군부인 전주 최씨(郡夫人 全州 崔氏) 
    - 적6남 : 단산도정(丹山都正) 이수(李穗, 1444 ~ ?)
    - 며느리 : 신부인 양천 허씨(愼夫人 陽川 許氏) - 건공장군(建功將軍) 허아(許雅)의 딸
      - 손자 : 은산도정(恩山都正) 이권(李權, 1457 ~ ?)
      - 손자 : 소래정(蘇萊正) 이환(李桓, 1470 ~ ?)
      - 손자 : 안성부수(安城副守) 이벌(李橃, 1480 ~ ?)
      - 손자 : 용궁부수(龍宮副守) 이제(李梯)
      - 손녀 : 김봉선(金奉先)의 처
      - 손녀 : 능성 구씨 정랑(正郞) 구수복(具壽福)의 처(1491 ~ ?)

    - (첩)며느리 : 양민 출신
      - 서손자 : 남양령(南陽令) 이교(李橋)
      - 서손녀 : 전주 이씨
      - 서손녀 : 전주 이씨

  - 측실 : 노비 출신 
    - 서장남 : 월성수(月城守) 이거(李秬)
    - 며느리 : 직장(直長) 서우(徐遇)의 딸 이천 서씨
      - 손녀 : 최순(崔侚)의 처
      - 손녀 : 창원 정씨 현감(縣監) 정수인(丁守仁)의 처

    - 서차남 : 가흥수(嘉興守 이적(李積)
    - 며느리 : 영산 신씨 - 군수(郡守) 신신(辛信)의 딸
    - 서3남 : 복성군 이진(福城君 李稹, 1435 ~ 1487)
    - 며느리 : 신부인 이천 서씨(愼夫人 利川 徐氏) - 직장(直長) 서우(徐遇)의 딸 
      - 손자 : 송양부수(松陽副守) 이은산(李銀山)
      - 손자 : 안양부수(安養副守) 이옥산(李玉山)
      - 손자 : 금릉군 이금산(金陵君 李錦山)

    - 서4남 : 가림군 이추(嘉林君 李秋, 1441 ~ ?)
    - 며느리 : 미상
      - 손자 : 하회정(河迴正) 이정(李禎)
      - 손자 : 낙소부수(樂素副守) 이현손(李玄孫)
      - 손자 : 공산군 이우(公山君 李祐)

    - 서장녀 : 초계 정씨 참봉(參奉) 정석균(鄭石均)의 처
      - 손자 : 주부(主簿) 정종영(鄭宗英)

    - 서차녀 : 여산 송씨 현감(縣監) 송계흥(宋繼興)에게 출가
      - 손녀 : 진주 정씨 정세준(鄭世俊)의 처

## 경녕군이 등장하는 작품

### 드라마
- 《용의 눈물》 (KBS1, 1996년~1998년, 배우:강성민)
- 《대왕 세종》 (KBS2, 2008년, 배우:윤영준, 노영학)

## 같이 보기
- 태종
- 세종
- 효빈 김씨
- 음성 경녕군 부인 김씨 묘소

## 참고자료
- 경녕군 - 한국학중앙연구원